# Le Plessis-Belleville
Le Plessis-Belleville és un municipi francès, situat al departament de l'Oise i a la regió dels Alts de França. L'any 2007 tenia 3.090 habitants.

## Demografia

### Població
El 2007 la població de fet de Le Plessis-Belleville era de 3.090 persones. Hi havia 1.148 famílies de les quals 312 eren unipersonals (154 homes vivint sols i 158 dones vivint soles), 274 parelles sense fills, 462 parelles amb fills i 100 famílies monoparentals amb fills.
La població ha evolucionat segons el següent gràfic:
Habitants censats

### Habitatges
El 2007 hi havia 1.234 habitatges, 1.188 eren l'habitatge principal de la família, 8 eren segones residències i 38 estaven desocupats. 794 eren cases i 439 eren apartaments. Dels 1.188 habitatges principals, 725 estaven ocupats pels seus propietaris, 455 estaven llogats i ocupats pels llogaters i 8 estaven cedits a títol gratuït; 66 tenien una cambra, 183 en tenien dues, 155 en tenien tres, 243 en tenien quatre i 540 en tenien cinc o més. 986 habitatges disposaven pel capbaix d'una plaça de pàrquing. A 555 habitatges hi havia un automòbil i a 537 n'hi havia dos o més.

### Piràmide de població
La piràmide de població per edats i sexe el 2009 era:
| Homes | Edats   | Dones |
| ----- | ------- | ----- |
| 0     | 95 o +  | 0     |
| 0     | 90 a 94 | 0     |
| 0     | 85 a 89 | 0     |
| 12    | 80 a 84 | 8     |
| 12    | 75 a 79 | 32    |
| 32    | 70 a 74 | 40    |
| 56    | 65 a 69 | 44    |
| 24    | 60 a 64 | 44    |
| 52    | 55 a 59 | 36    |
| 132   | 50 a 54 | 104   |
| 116   | 45 a 49 | 136   |
| 108   | 40 a 44 | 112   |
| 120   | 35 a 39 | 116   |
| 120   | 30 a 34 | 100   |
| 96    | 25 a 29 | 124   |
| 104   | 20 a 24 | 88    |
| 132   | 15 a 19 | 112   |
| 112   | 10 a 14 | 96    |
| 76    | 5 a 9   | 80    |
| 72    | 0 a 4   | 104   |

## Economia
El 2007 la població en edat de treballar era de 2.134 persones, 1.714 eren actives i 420 eren inactives. De les 1.714 persones actives 1.599 estaven ocupades (853 homes i 746 dones) i 114 estaven aturades (45 homes i 69 dones). De les 420 persones inactives 138 estaven jubilades, 187 estaven estudiant i 95 estaven classificades com a «altres inactius».

### Ingressos
El 2009 a Le Plessis-Belleville hi havia 1.205 unitats fiscals que integraven 3.264,5 persones, la mediana anual d'ingressos fiscals per persona era de 21.319 €.

### Activitats econòmiques
Dels 235 establiments que hi havia el 2007, 3 eren d'empreses extractives, 2 d'empreses alimentàries, 2 d'empreses de fabricació de material elèctric, 4 d'empreses de fabricació d'altres productes industrials, 31 d'empreses de construcció, 41 d'empreses de comerç i reparació d'automòbils, 25 d'empreses de transport, 11 d'empreses d'hostatgeria i restauració, 2 d'empreses d'informació i comunicació, 13 d'empreses financeres, 7 d'empreses immobiliàries, 53 d'empreses de serveis, 26 d'entitats de l'administració pública i 15 d'empreses classificades com a «altres activitats de serveis».
Dels 75 establiments de servei als particulars que hi havia el 2009, 1 era una oficina de correu, 5 oficines bancàries, 6 tallers de reparació d'automòbils i de material agrícola, 1 taller d'inspecció tècnica de vehicles, 2 establiments de lloguer de cotxes, 2 autoescoles, 14 paletes, 1 guixaire pintor, 5 fusteries, 1 lampisteria, 5 electricistes, 6 empreses de construcció, 3 perruqueries, 1 veterinari, 9 agències de treball temporal, 7 restaurants, 2 agències immobiliàries, 3 tintoreries i 1 saló de bellesa.
Dels 9 establiments comercials que hi havia el 2009, 1 era, 1 un hipermercat, 1 una botiga de menys de 120 m², 1 una fleca, 1 una llibreria, 1 una botiga de roba, 1 una sabateria, 1 una perfumeria i 1 una joieria.
L'any 2000 a Le Plessis-Belleville hi havia 5 explotacions agrícoles.

## Equipaments sanitaris i escolars
Els 2 equipaments sanitaris que hi havia el 2009 eren farmàcies.
El 2009 hi havia 2 escoles maternals i 1 escola elemental.

## Poblacions més properes
El següent diagrama mostra les poblacions més properes.